# David Crespo
David Alexandre Pereira Crespo (sinh ngày 14 tháng 2 năm 1994) là một cầu thủ bóng đá người Bồ Đào Nha thi đấu cho Oriental ở vị trí hậu vệ.

## Sự nghiệp câu lạc bộ
Anh ra mắt tại Giải bóng đá vô địch quốc gia Bồ Đào Nha debut cho Nacional vào ngày 1 tháng 4 năm 2013, khi anh đá chính trong thắng lợi 2–1 trước Vitória de Guimarães.